# Dalmatinski Hrvat (1910.)
Dalmatinski Hrvat, bio je hrvatski časopis iz Zadra. U impressumu se određivao kao „list za pouku i zabavu puka”. Izlazio je triput mjesečno. Uređivao ga je Petar Bilan. Izašle su prvi put 6. siječnja 1910., a prestale su izlaziti 28. kolovoza 1913. godine. Tekstovi su bili na hrvatskome jeziku. Tiskan je u Katoličkoj hrvatskoj tiskarni.